# Gijs van Herwaarden
Gijsbertus Wennemar (Gijs) van Herwaarden (Den Haag, 20 april 1936 – aldaar, 1 maart 2023) was een voorvechter voor monumenten in Nederland en was de bedenker voor de Open Monumentendag in Nederland. Hij kreeg daarvoor de eretitel Mister Monument.

## Levensloop
Hij werd geboren als zoon van mr. Gerrit Hendrik van Herwaarden (1905-1976) en Ien Hulshoff Pol (1907-1991). Na zijn studie rechten in Leiden was hij korte tijd jurist bij het Gemeenschappelijk Administratie Kantoor te Amsterdam. Daarna werkte hij van 1964 tot 1970 bij het kabinet van de commissaris der Koningin in Zuid-Holland. Na werkzaam te zijn geweest bij de Unie van Waterschappen werd hij in 1974 hoofd van de afdeling Monumenten bij het toenmalige ministerie van Cultuur, Recreatie en Maatschappelijk werk en later het ministerie van WVC, een functie die hij tot 1987 bekleedde. Daarna werd hij aangesteld als secretaris van de Rijkscommissie voor de Monumentenzorg, aanvankelijk onderdeel Monumentenraad, vanaf 1990 onderdeel Raad voor het Cultuurbeheer tot 1995. Van 1995 tot 14 augustus 1997 was hij secretaris van de Commissie Archeologie/Monumenten van de Raad voor Cultuur. Op 25 oktober 2024 heeft de bijzetting van de asurn van Gijs van Herwaarden plaatsgevonden in het gerestaureerde en sinds 1861 gesloten familiegraf Canneman op begraafplaats Ter Navolging in Scheveningen.

## Nevenfuncties
Van Herwaarden bekleedde een groot aantal nevenfuncties naast zijn werk als rijksambtenaar:
- 1967-1973 secretaris van de afdeling 's-Gravenhage van het Nederlands Genootschap tot Reclassering;
- secretaris (1968) en voorzitter (1969) van de Junior Kamer te 's-Gravenhage;
- 1970-1972 secretaris van de Federatie van Junior Kamers in Nederland, thans JCI;
- 1972-1974 secretaris van de Stichting Junior Publicaties;
- 1974 senator van Junior Chamber International;
- 1974-1980 bestuurslid van de Geschiedkundige Vereniging Die Haghe;
- 1982-1988 voorzitter van de Geschiedkundige Vereniging Die Haghe, die hem het erelidmaatschap aanbood en te zijner ere de Van Herwaarden-prijs instelde, toen hij in 1988 afscheid van die vereniging nam;
- 1988-1990 voorzitter van de jubileumcommissie Die Haghe;
- 1974-1977 lid van de gemeentelijke Adviescommissie voor het Stadsschoon;
- 1976-1986 bestuurslid van de begraafplaats Ter Navolging in Scheveningen;
- 1977-1993 regent van het Heilige Geesthofje (Den Haag);
- 1977-1986 lid van de Adviescommissie van de gemeentelijke Dienst voor Schone Kunsten (Haagse Gemeentemuseum);
- 1977-1988 lid van het dagelijks bestuur van het Nederlands ICOMOS-Comité;
- 1984-1999 vice-voorzitter van de Stichting tot instandhouding van de Joodse Begraafplaats (Den Haag);
- 1984-1993 vice-voorzitter van de Stichting Open Monumentendag;
- 1986-1993 vice-voorzitter van het Haags Monumentenplatform;
- 1986-1990 secretaris van de (eerste) Stichting Haags Historisch Museum;
- 1987-2000 bestuurslid van de Stichting Onderhoudsfonds Kloosterkerk;
- 1987-1992 bestuurslid van de Stichting Archeologie Den Haag;
- 1988-2004 bestuurslid van de Stichting Monumentenfonds Den Haag;
- 1988-1997 secretaris van de Stichting Nationaal Restauratiecentrum Amsterdam;
- 1988-1996 lid van het algemeen bestuur van De Hollandse Molen;
- 1989-1996 voorzitter van de Stichting Kastelen Documentatie;
- 1990-2000 bestuurslid van de Stichting Behoud Scheveningse Monumenten;
- 1990-1991 bestuurslid van het Koninklijk Nederlandsch Genootschap voor Geslacht- en Wapenkunde;
- 1991-1993 lid van het bestuur van de European Heritage Days;
- 1992-1996 bestuurslid van de Stichting Molenviergang Aarlanderveen;
- 1993-1997 lid Adviescommissie Haags Historisch Museum;
- 1993-1999 vice-voorzitter/secretaris van de Nederlandse Kastelenstichting;
- 1993-1999 bestuurslid van de Melchersstichting;
- 1994-1999 voorzitter van de Stichting Kastelen Lexicon Nederland;
- 1994-2002 voorzitter van de Stichting Bouwhistorie Nederland;
- 1994-2003 lid redactieraad tijdschrift Monumenten;
- 1995 jurylid Prins Bernhard Fonds Monumentenprijs;
- 1996-2002 lid van het algemeen bestuur van de Stichting Nationaal Contact Monumenten te Amsterdam;
- 1996-1999 bestuurslid van de Stichting mr dr J.C. Overvoorde "in het belang der Monumentenzorg";
- 1996-1999 lid van de jubileumcommissie van de Koninklijke Nederlandse Oudheidkundige Bond te Utrecht;
- 1997-2005 voorzitter van de Stichting Geschiedschrijving 's Gravenhage;
- 1997-2003 voorzitter van de raad van toezicht van het Haags Historisch Museum;
- 1997-1998 lid van de symposiumwerkgroep van de Stichting tot Behoud van Particuliere Historische Buitenplaatsen;
- 1998 voorzitter van de redactie van het Jaarboek Monumentenzorg;
- 1999-2001 lid van College van Advies HBO+ Opleiding Bouwhistorie aan de Hogeschool Utrecht;
- 1999-2003 voorzitter van het Platform Monumentaal Groen i.o.;
- 1999-2008 lid van het comité van aanbeveling van de Stichting Vrienden van de Leidse Synagoge;
- 2000-2005 secretaris van de Koninklijke Nederlandse Oudheidkundige Bond;
- 2000-2005 secretaris van het Platform Materiële Cultuurhistorie;
- 2003-2016 vrijwilliger in het Louis Couperus Museum (zie verderop);
- 2003-2006 voorzitter van klankbordgroep Huis Six aan de Amstel Amsterdam;
- 2008-2009 penningmeester van de Stichting Belgisch Park Boek;
- 2008-2011 vrijwilliger in de museumwinkel van het Escher Museum in het Paleis Lange Voorhout.

### Open Monumentendag
In Nederland was de eerste Open Monumentendag in 1987, maar al in 1984 werd de Stichting Open Monumentendag opgericht naar Frans voorbeeld en op initiatief van Van Herwaarden. De Vereniging Nederlandse Gemeenten, de ANWB, het Nederlands Bureau voor Toerisme, de AVRO en de Rijksdienst Monumentenzorg waren vertegenwoordigd in de Stichting waarvan hij vice-voorzitter was. Daarom kon Prins Claus op 12 september het startschot lossen; het werd een doorslaand succes: 300.000 mensen bezochten een opengesteld monument. Inmiddels is dat uitgegroeid tot tegen de miljoen. Naar het Frans-Nederlandse voorbeeld werd in Europees verband de European Inheritage Days georganiseerd; een initiatief dat inmiddels door meer dan 50 staten is getekend.

### Haags Historisch Museum
‘Haagse Historie’ was maar een van de vele afdelingen van het Gemeentemuseum, thans Kunstmuseum en noodgedwongen verdween een deel van de collectie in depots. Eind jaren zeventig is de vaste opstelling Haagse Historie zelfs geheel verdwenen. Dankzij het lobbywerk van o.m. Van Herwaarden krijgt in 1986 het Haags Historisch Museum opnieuw een plek in de Sint Sebastiaansdoelen (Den Haag). Op 1 januari 1991 draagt het Gemeentemuseum de collectie Haagse Historie officieel over aan dit nieuwe museum. Van Herwaarden werd vanaf 1993 lid van de adviescommissie en aansluitend bij de verzelfstandiging van het museum: voorzitter van de Raad van Toezicht.

### Louis Couperus Museum
Van 2003 tot 2016 was Van Herwaarden vrijwilliger bij het Louis Couperus Museum te Den Haag. Daar hield hij ook voorleesmiddagen en gaf hij rondleidingen en uitleg aan bezoekers, daarbij zijn voorkeur voor deze schrijver manifesterende. In 2015 kreeg hij in dit museum tijdens een speciale bijeenkomst de stadspenning van de gemeente Den Haag uitgereikt.

## Onderscheidingen
Van Herwaarden kreeg verschillende onderscheidingen voor zijn werkzaamheden. Op 28 april 2008 werd hij benoemd tot ere-lid van de Koninklijke Nederlandse Oudheidkundige Bond. In 1988 werd door de Geschiedkundige Vereniging Die Haghe hem het erelidmaatschap toegekend en de Van Herwaardenprijs ingesteld. Voorts benoemde H.M de Koningin hem in 1998 tegelijk met zijn echtgenote Cathrien van Herwaarden-Canneman beiden tot ridder in de Orde van Oranje-Nassau. Hij ontving die onderscheiding wegens "de geweldige gedrevenheid en onnavolgbare innemendheid", zoals burgemeester Deetman het uitdrukte, waarmee hij zich al tientallen jaren inzet voor het behoud van het historisch erfgoed (bron: Haagsche Courant d.d. 29 april 1998).
Van de gemeente Den Haag ontving Van Herwaarden op 21 november 2015 de erepenning van die stad voor zijn werk als Mister Monument, het opzetten van het gemeentelijk monumentenbureau, van een onderdeel archeologie, de oprichting van het Haags Historisch Museum en restauratie en instandhouding van de de Joodse Begraafplaats.